# RAD5500
El RAD5500 es una plataforma de procesador de múltiples núcleos de 64 bits resistente a la radiación, fabricada por BAE Systems Electronics, Intelligence & Support con tecnologías basadas en Power Architecture de IBM y Freescale Semiconductor. Sucesor del RAD750, la plataforma del procesador RAD5500 es para uso en entornos de alta radiación experimentados a bordo de satélites y naves espaciales.

## Procesadores
La familia RAD5500 de procesadores endurecidos por radiación utiliza la arquitectura de potencia QorIQ con núcleos de procesador basados en versiones del núcleo e5500 de Freescale Technologies. El RAD5510, RAD5515, RAD5545 y RADSPEED-HB (puente de host) son cuatro sistemas en un procesador de chips implementado con núcleos RAD5500 producidos con tecnología SOI de 45 nm de IBM Trusted Foundry.

### RAD5510 y RAD5515
Los procesadores RAD5510 y RAD5515 emplean un solo núcleo RAD5500 y están diseñados para una capacidad de procesamiento media en entornos que requieren un bajo consumo de energía (11.5 y 13.7 vatios respectivamente). Este procesador proporciona hasta 1,4 giga de operaciones por segundo (GOPS) y 0,9 GFLOPS de rendimiento y un ancho de banda de memoria de hasta 51 Gb/s .

### RAD5545
El procesador RAD5545 emplea cuatro núcleos RAD5500, logrando características de rendimiento de hasta 5.6 giga-operaciones por segundo (GOPS) y más de 3.7 GFLOPS y ancho de banda de memoria de hasta 102 Gb/s y un rendimiento de E/S de hasta 64 Gb/s. El consumo de energía es de 20 vatios con todos los periféricos en funcionamiento.

### RADSPEED-HB (Puente de anfitrión)
Basado en el RAD5545, el RADSPEED-HB está diseñado para el procesamiento del host y el soporte de gestión de datos para uno a cuatro DSP de RADSPEED. El RADSPEED-HB reemplaza una conexión de interfaz de memoria DDR2 / DDR3 secundaria que se encuentra en el RAD5545 con conexiones para DSP RADSPEED. (Tenga en cuenta que los DSP de RADSPEED son procesadores completamente diferentes que están especializados para el procesamiento de señales digitales y no deben confundirse con el RADSPEED-HB, que sirve como un puente de anfitrión).

## Ordenador de una sola placa
La computadora de una sola placa del Rad5545 SpaceVPX es un módulo de formato 6U-220 que incluye un procesador RAD5515 o RAD5545.